# Connor Bedard
Connor Bedard (North Vancouver, 17 luglio 2005) è un hockeista su ghiaccio canadese, centro dei Chicago Blackhawks della National Hockey League.

## Carriera

### NHL (2023-presente)
Il 28 giugno 2023 è stato selezionato con la prima scelta assoluta dai Chicago Blackhawks nell'NHL Entry Draft 2023. Il 17 luglio successivo ha firmato un contratto triennale con i Blackhawks e il 10 ottobre ha fatto il suo debutto nella NHL. Il 24 gennaio 2024 è stato selezionato per l'NHL All-Star Game 2024, diventando il più giovane a riuscirci nella storia della lega.

## Statistiche

### Club
| 2018-2019  | West Van Academy Prep | CSSHL U15     | 30  | 64  | 24  | 88  | 4 | 5  | 2  | 7  |
| 2019-2020  | West Van Academy Prep | CSSHL U18     | 36  | 43  | 41  | 84  | 1 | 1  | 1  | 2  |
| 2020-2021  | HV71                  | J18 Elit      | 1   | 1   | 1   | 2   | ― | ―  | ―  | ―  |
| 2020-2021  | HV71                  | J20 Nationell | 4   | 2   | 2   | 4   | ― | ―  | ―  | ―  |
| 2020-2021  | Regina Pats           | WHL           | 15  | 12  | 16  | 28  | ― | ―  | ―  | ―  |
| 2021-2022  | Regina Pats           | WHL           | 62  | 51  | 49  | 100 | ― | ―  | ―  | ―  |
| 2022-2023  | Regina Pats           | WHL           | 57  | 71  | 72  | 143 | 7 | 10 | 10 | 20 |
| Totali WHL | Totali WHL            | Totali WHL    | 134 | 134 | 137 | 271 | 7 | 10 | 10 | 20 |

### Nazionale
| Anno             | Squadra          | Campionato       |                  | GP | G  | A  | Pts |
| ---------------- | ---------------- | ---------------- | ---------------- | -- | -- | -- | --- |
| 2021             | Canada U-18      | Mondiale U-18    | 7                | 7  | 7  | 14 |     |
| 2022             | Canada U-18      | Mondiale U-18    | 4                | 6  | 1  | 7  |     |
| 2022             | Canada U-20      | Mondiale U-20    | 9                | 8  | 5  | 13 |     |
| 2023             | Canada U-20      | Mondiale U-20    | 7                | 9  | 14 | 23 |     |
| Totali giovanili | Totali giovanili | Totali giovanili | Totali giovanili | 27 | 30 | 27 | 57  |

## Palmarès

### Nazionale
- Campionato mondiale Under-20: 2

Canada under 20: Canada 2022, Canada 2023
- Campionato mondiale Under-18: 1

Canada under 18: Stati Uniti 2021

### Individuale
- NHL All-Star Game: 1

2024